# NK Željezničar Markovac Našički
NK Željezničar je nogometni klub iz Markovca Našičkog nedaleko Našica u Osječko-baranjskoj županiji.
NK Željezničar je član Nogometnog središta Našice te Nogometnog saveza Osječko-baranjske županije. U klubu treniraju četiri kategorije: početnici, pioniri, juniori i seniori, a aktivni su i veterani koji igraju prijateljske utakmice s ekipama iz okolnih mjesta. Klub je osnovan 1946. pod imenom NK Polet, od 1964. nosi naziv NK Željezničar a od 1993. naziv kluba je NK Victoria da bi 2012. bilo vraćen naziv NK Željezničar. Trenutačno se natječe u 2. ŽNL Našice.

## Uspjesi kluba
2007./08.- prvak 2. ŽNL NS Našice

## Vanjske poveznice
- http://www.nogos.info/  Arhivirana inačica izvorne stranice od 22. svibnja 2016. (Wayback Machine)